# 圣梅尔根
圣梅尔根是德国巴登-符腾堡州黑森林南部的一个市镇。总面积33.32平方公里，总人口1864人，其中男性947人，女性917人（2011年12月31日），人口密度56人/平方公里。